# Arjo Klamer
Arjo Klamer (Eenrum, 31 juli 1953) is een Nederlandse hoogleraar in de economie van de kunst en cultuur aan de faculteit Erasmus School of History, Culture and Communication van de Erasmus Universiteit Rotterdam. In mei 2014 werd hij namens de Socialistische Partij wethouder Sociale Zaken en Participatie in Hilversum.

## Levensloop
Klamer is de zoon van de IKON-radiopastor Alje Klamer. Zijn jongere broer Ronald Klamer (1954) is zakelijk en artistiek leider van Het Toneel Speelt.
Klamer studeerde in 1978 af in de econometrie aan de Universiteit van Amsterdam, promoveerde in 1981 aan de Duke University in de Verenigde Staten en doceerde van 1981 tot 1994 economie aan verschillende universiteiten in dat land. Tegenwoordig is hij met zijn vrouw woonachtig in Hilversum.
In 1983 publiceerde hij een boek, Conversations With Economists: New Classical Economists and Opponents Speak Out on the Current Controversy in Macroeconomics waarin hij een aantal invloedrijke economen uit de school van de Nieuw-klassieke macro-economie en een aantal van hun tegenstanders uit de neokeynesiaanse school interviewde.
Hij publiceert wetenschappelijke artikelen en boeken en schrijft columns in verschillende dagbladen; deze hebben vooral een economische invalshoek. Ook is hij bestuurslid van verschillende cultureel-sociale instellingen. Hij richtte in dat kader de Academia Vitae op waarin ook niet-economische waarden en samenlevingsopbouw centraal stonden. Deze 'academia' wilde terug grijpen op de principes van de brede klassieke academische vorming. De Academia Vitae, die in 2010 failliet ging, had Deventer als thuisbasis.
Verder is hij voorzitter van de Vereniging Filosofie Oost West dat als doel heeft inzichten van de Oosterse filosofie over te brengen in een westerse context. Samen met Jan Marijnissen behoort hij sinds 2001 tot het bestuur van de commissie 'Stop de uitverkoop van onze samenleving".
Klamer staat ook bekend om zijn euroscepsis. Zo was hij een tegenstander van de invoering van de euro met als belangrijkste argument dat de Europese politieke unie niet sterk genoeg is om een monetaire unie waar te maken. Verder staat hij kritisch tegenover globalisering en bepleit het denken over een andere economie. Hij staat voor een economie die gericht is op het realiseren van belangrijke waarden. Het doel zou moeten zijn de ontwikkeling van kwaliteiten in plaats de toename van kwantiteiten.
Na de gemeenteraadsverkiezingen van maart 2014 werd hij namens de Socialistische Partij in mei 2014 tot wethouder Sociale Zaken en Participatie in Hilversum benoemd.